# Audiatur et altera pars
Audiatur et altera pars (lati., česky: Budiž slyšena i druhá strana) nebo zřídka též audi alteram partem (lat., česky: Vyslechni druhou stranu) je právní zásada, která znamená, že v soudním řízení nikdo nesmí být odsouzen bez slyšení, v němž má možnost odpovědět na vznesenou obžalobu: obviněnému má být při zjišťování viny poskytnuto právo konfrontovat svědky vypovídající proti němu a prověřit důkazy předložené žalující stranou.
Zásada v této formulaci pochází z římského práva a je základním principem většiny právních systémů.
Výslovně se na ni odvolal například Mezinárodní soudní dvůr v případu zkoušek jaderných zbraní ve vztahu k nepřítomnosti Francie při rozsudku (Nuclear Tests, 1974 I.C.J. 265.)
Podobná zásada platí i v žurnalistice – v článcích, reportážích, zprávách, které se týkají nějakého sporu mezi dvěma stranami se novinář snaží získat a zahrnout stanovisko zástupců obou stran.